# Иван Шумков
Иван (Стойко) Божинов Шумков е български революционер, деец за църковна независимост, учител, писател и преводач от ранното Българско възраждане в Македония.

## Биография
Роден е в 1838 година в кичевското село Цер. Остава без баща и майка му се омъжва повторно в съседното село Вранещица. От 1846 до 1854 година учи в Белград, Сърбия, където живее при роднини, а после в Свищов и Лом, където учител му е Кръстьо Пишурка. При избухването на Кримската война в 1853 година едва 15-годишен постъпва доброволец в руската армия. След края на войната в 1856 година остава във Влашко и работи в кантората на Евлогий Георгиев в Галац. На следната 1857 година с негова финансова помощ заминава да учи в Атина, където в 1860 година завършва гимназия, а после две години учи в Атинския университет.
Завръща се в Македония и от 1862 до 1868 година е учител по гръцки в Крушево. В 1864 година е в основата на отварянето на българско училище в града, а в 1868 година и на построяването на българската църква „Успение на Пресвета Богородица“. В същата година пътува из Румъния и Русия, за да събира средства за нея, да я снабди с богослужебни книги и църковни принадлежности. На път към Крушево, в село Бунево, Златишко, Шумков се среща с Васил Левски. След завръщането си от 1869 до 1874 година е български учител в Крушево. В 1868 – 1869 година в Крушево е начело на революционната група. В Крушево заедно с Михаил Костенцев прогонват дошлия да служи в местния манастир гръцки владика Мелетий Преспански и Охридски. В 1871 година Иван Шумков участва в дейността на първия български учителски събор в Прилеп. Никола Киров пише:
| „ | Вдъхновительтъ и душата на епичната борба за духовно освобождение [въ Крушево] бѣше главния учитель Иванъ Божиновъ Шумковъ. | “ |

От 1874 до 1876 година е български учител в Солун.
При избухването на Руско-турската война в 1877 година бяга в Гърция. Връща се с разузнавателна мисия в полза на руското правителство в Цариград и Одрин, но е разкрит и арестуван. Заточен е в Кайро, но през май 1878 година успява да избяга, връща се за кратко в Крушево и после се установява в Свободна България. От 1878 до 1880 година е поддиректор на Народната библиотека, а след това три години от 1880 до 1883 година е член на Софийския окръжен съд. В 1883 година преподава гръцки и френски език в Петропавловската семинария в Лясковския манастир.
В Княжество България превежда и написва 14 съчинения. Редактор е на вестник „Юнак“. Автор е на „Жалостна книжка по делбата на Македония“ (1895), автобиографичните „Патриотически и насърчителни разкази“ (1907) и други.
Умира на Велики петък в 1913 година. Шумков е баща на Спас Шумков и Станислав Шумков.